# FIFA Football 2005
FIFA Football 2005 je nogometna videoigra iz FIFA serijala. Proizvođač je EA Canada, a izdavač Electronic Arts. Igra je izašla u krajem 2004. godine.

## Licence

### Lige
FIFA Football 2005 sadrži 26 licenciranih nogometnih liga:
- Austrian Bundesliga
- Belgian First Division
- Campeonato Brasileiro
- SAS Ligaen
- FA Premier Liga
- Football League Championship
- Football League One
- Football League Two
- Ligue 1
- Ligue 2
- Bundesliga
- 2. Bundesliga
- Serie A
- Serie B
- K-League
- Primera División Mex
- Major League Soccer
- Eredivisie
- Tippeligaen
- Polska Liga
- Portugalska SuperLiga
- Scottish Premier League
- Primera Division
- Segunda Division
- Allsvenskan
- Swiss Axpo Super League

### Reprezentacije
FIFA Football 2005 ima 48 nogometnih reprezentacija, isto kao na FIFA-i 06. Najpoznatije reprezentacije kojih nema na igri su Nizozemska, Japan, Južna Koreja i Ukrajina.

FIFA Football 2005 sadrži sljedećih 52 reprezentacija:
| - Argentina - Australija - Austrija - Barbados - Belgija - Bolivija - Brazil - Bugarska - Kanada - Čile - Kolumbija - Ekvador - Češka - Danska - Dominikanska Republika - Egipat - Engleska - Finska - Francuska - Gambija - Gana - Grčka - Hrvatska - Iran | - Irska - Italija - Jamajka - Japan - Kamerun - Kina - Kostarika - Mađarska - Meksiko - Nigerija - Norveška - Novi Zeland - Njemačka - Paragvaj - Peru - Poljska - Portugal | - Portugal - Rumunjska - Rusija - Sjeverna Irska - Slovenija - Škotska - Španjolska - Švedska - Švicarska - Tunis - Turska - SAD - Urugvaj - Venezuela - Wales |